# Rubi Szivárványiában
A Rubi Szivárványiában (angolul: Rainbow Ruby; koreaiul: 레인보우 루비; egyszerűsített kínai írással: 彩虹宝宝) dél-koreai-kínai-kanadai televíziós 3D-s számítógépes animációs sorozat, amelyet Taesik Shin rendezett. A zenéjét Jim Latham szerezte. Kanadában az Family Jr. vetíti, Magyarországon az M2 sugározza.

## Szereplők
| Szereplő          | Szereplő         | Eredeti hang      | Magyar hang    | Leírás                                                                              |
| Magyarul          | Angolul          | Eredeti hang      | Magyar hang    | Leírás                                                                              |
| ----------------- | ---------------- | ----------------- | -------------- | ----------------------------------------------------------------------------------- |
| Csupaszív Rubi    | Rainbow Ruby     | Alyssya Swales    | Boldog Emese   | Főszereplő,kedves,segítőkész,vörös hajú lány,aki segít a barátainak Szivárványiában |
| Csoki             | Choco            | Saját hangján     | Saját hangján  | Rubi segítője,plüss barna maci                                                      |
| Dzsini            | Gina             | Shannon Chan-Kent | Csuha Bori     | ?                                                                                   |
| Lingling          | Ling Ling        | Johnny Yong Bosch | Kapácsy Miklós | Polgármester, aki beszámol Rubinak a problémákról                                   |
| Lajhár bácsi      | Mr. Sloth        | Johnny Yong Bosch | Elek Ferenc    | Villám nyuszi legjobb barátja                                                       |
| Villám nyuszi     | Thunderbell      | Brian Drummond    | Kovács Lehel   | Zöld nyuszi,aki rollerrel szállítja a csomagokat                                    |
| Kiki hercegnő     | Princess Kiki    | Olivia Charles    | ?              | ?                                                                                   |
| Tündike           | Felicia          | Olivia Charles    | ?              | ?                                                                                   |
| Frici herceg      | Prince Frederick | ?                 | Moser Károly   | ?                                                                                   |
| Belli             | Ellie            | ?                 | Mórocz Adrienn | ?                                                                                   |
| Papiri            | Paige            | Kate Davis        | ?              | ?                                                                                   |
| Babika            | Jessy            | Kate Davis        | Hermann Lilla  | ?                                                                                   |
| Csirip            | Chirpee          | Saját hangján     | Saját hangján  | ?                                                                                   |
| Százszorszép      | Daisy            | Nem szólal meg    | Nem szólal meg | ?                                                                                   |
| Matri család      | Harmony family   | Saját hangján     | Saját hangján  | ?                                                                                   |
| Gumókák           | Poppies          | Saját hangján     | Saját hangján  | ?                                                                                   |
| Hattyú kisasszony | Miss Swan        | ?                 | ?              | ?                                                                                   |

- További magyar hangok: Czető Roland

## Epizódok
| #   | Cím                                                                                              | Író                                            | Premier           |
| --- | ------------------------------------------------------------------------------------------------ | ---------------------------------------------- | ----------------- |
| 1.  | A cserkészkaland / Felgördül a függöny (Ruby's Ranger Adventure / The Show Must Go On)           | Kati Rocky Phil Harnage                        | 2017. március 27. |
| 2.  | Láb buli / Képtelen képesség (Shoe Crazy / Picture This)                                         | Kati Rocky Sharon Soboil                       | 2017. március 28. |
| 3.  | Mit hozhatok? / A zápor (At Your Service / A Hard Rain)                                          | Kati Rocky Phil Harnage                        | 2017. március 29. |
| 4.  | A holdsüti / A bedugult ormány (Moon Cake Madness / Trunk Trouble)                               | Noelle Wright Phil Harnage                     | 2017. március 30. |
| 5.  | A kulisszák mögött / Papiri a pácban (Behind the Scenes / Paperdoll in Peril)                    | Kati Rocky Sharon Soboil                       | 2017. március 31. |
| 6.  | Ének az esőben / Sürgős küldemény (Singing in the Rain / Mail Carrier Mayhem)                    | Kati Rocky Sharon Soboil                       | 2017. április 3.  |
| 7.  | A golfpályán / Az elkallódott tárgyak ügye (Going Golfing / Case of the Stolen Spectacles)       | Kati Rocky Phil Harnage                        | 2017. április 4.  |
| 8.  | Röpülj madár! / Egyénre szabott megoldás (Up in the Air / Addressing the Problem)                | Kati Rocky Sharon Soboil                       | 2017. április 5.  |
| 9.  | Táncoló paták / Csalogató illatok (Happy Feet / Hide and Taste)                                  | Kati Rocky Sharon Soboil                       | 2017. április 6.  |
| 10. | Kiki filmje / Aludj baba (Sleeping Kiki / Babysitter Blues)                                      | Phil Harnage Sharon Soboil                     | 2017. április 7.  |
| 11. | Ébresztő! / Közlekedési szabályok (Wakey Wakey / Rules of the Road)                              | Dan Wicksman Nuria Wicksman Carter Crocker     | 2017. április 10. |
| 12. | A tésztafesztivál / Rubi, a porondmester (Oodles of Noodles / Ringmaster Ruby)                   | Dan Wicksman Nuria Wicksman Phil Harnage       | 2017. április 11. |
| 13. | Tarkabarka hűsölés / Hiszem, ha látom (A Colorful Way to Cool Off / Seeing Is Believing)         | Noelle Wright Christopher Keenan Sharon Soboil | 2017. április 12. |
| 14. | A frizura / A jég jó (Bad Hair Day / Ice Is Nice)                                                | Kati Rocky Dev Ross                            | 2017. április 13. |
| 15. | Az óriásbaba / A bocsánatkérés (Big Baby / Public Apology)                                       | Dev Ross Sharon Soboil                         | 2017. április 14. |
| 16. | A kincs / Az újévi gombóc (A Treasure Lost / Dazzling Dumplings)                                 | Sharon Soboil Carter Crocker                   | 2017. április 17. |
| 17. | Mitől virul a kert? / A rejtélyes ajándékok (How Does Your Garden Grow? / Mystery Gifts)         | Kati Rocky Dan Wicksman Nuria Wicksman         | 2017. április 18. |
| 18. | Az elszabadult vonat / Gyümölcsösen szép (Train Stopping / All Dolled Up)                        | Sharon Soboil Christopher Keenan Noelle Wright | 2017. április 19. |
| 19. | A szivárványhullám / A kedvencek kedvence (The Rainbow Wave / The Best Pet You Never Met)        | Dev Ross Carter Crocker Noelle Wright          | 2017. április 20. |
| 20. | A hercegi fogadás / Maszat maszat hátán (Princely Party / What a Mess!)                          | Dev Ross Carter Crocker Noelle Wright          | 2017. április 21. |
| 21. | Dudu, a delfin / A fránya fullánk (Dolphin Dilemma / Ruby and the Beast)                         | Dev Ross Noelle Wright Christopher Keenan      | 2017. április 24. |
| 22. | Kalapot fel! / Halak a jégen (Hat Trick / Dancing on Ice)                                        | Soomin Lee Dan Wicksman Nuria Wicksman         | 2017. április 25. |
| 23. | Az eltűnt Hold nyomában / A buborék fogságában (When the Moon Was Missing / Trouble in a Bubble) | Carter Crocker                                 | 2017. április 26. |
| 24. | Otthon, édes otthon / A keveredés (Home Sweet Home / Mixed Berries)                              | Noelle Wright Dan Wicksman Nuria Wicksman      | 2017. április 27. |
| 25. | Termesszünk gyümölcsöt! / A fájós pocak (Farm Fun / Tummy Trouble)                               | Dev Ross Sharon Soboil                         | 2017. április 28. |
| 26. | Csillagmentő akció / Az igazi kincs (Blast Off / The True Jewel)                                 | Kati Rocky Carter Crocker                      | 2017. május 1.    |